# Dwyriw
Dwyriw és una comunitat del comtat de Powys. Es troba entre dos afluents del riu Rhiw, d'on l'hi ve el nom ("Two Rhiw Rivers", en català les dues ribes del Rhiw), al sud-est de Llanfair Caereinion.
Els edificis històrics del municipi inclouen la capella Coffa Lewis Evan d'Adfa i l'església de Santa Maria de Llanllugan.
Els pobles de la comunitat de Dwyriw són Llanllugan, Cefn Coch, Llanwyddelan i Adfa.